# Thomomys
|  | Per a altres significats, vegeu «Thomomys (subgènere)». |

Thomomys és un gènere de rosegadors de la família dels geòmids de mida entre petita i mitjana, que viuen a Nord-amèrica, des del Canadà fins a Mèxic.

## Descripció
A diferència d'altres geòmids, les dents incisives de les espècies d'aquest gènere no tenen solcs. Totes les espècies comparteixen la característica de tenir unes bosses exteriors a les galtes que els permeten traslladar els aliments cap i des dels seus caus. Les espècies d'aquest grup tenen una llargada corporal d'entre 11 i 31 centímetres, amb una longitud de una cua que varia entre els 4 i els 10 centímetres. El seu pes varia entre 45 i 450 g. Els mascles pesen més que les femelles. La coloració del pelatge pot variar des del groc, fins al gris, al marró o fins i tot el negre. El ventre sovint és una mica més clar. El pèl és curt. Les potes anteriors, curtes i amples, tenen urpes potents per excavar la terra. Els ulls i les orelles són petits.
Tenen adaptacions visuals que coincideixen amb el seu estil de vida subterrani. Malgrat que la mida dels seus ulls és la típica dels rosegadors, el seu cristal·lí és capaç de transmetre els raigs de llum ultraviolada. Tenen 3 fotopigments diferents: dos pigments als cons específics per 365 i 505 nanòmetres, i un pigment als bastonets de la retina per 495 nanòmetres. En general, aquestes espècies tenen densitats menors de bastonets de la retina que els rosegadors nocturns.

## Habitat i distribució
Els membre d'aquest gènere viuen al sud-oest del Canadà, l'oest dels Estats Units, i gran part de Mèxic. Es desenvolupen en terrenys fèrtils sovint utilitzats per a l'agricultura, encara que poden viuen en molts hàbitats diferents. En general, prefereixen les àrees amb elevada productivitat primària i sòls amb elevades concentracions de nitrogen.

## Dieta
Són animals herbívors de vida subterrània que consumeixen grans quantitats d'aliment amb relació a la mida del seu cos. Això pot ser degut al fet que gasten abundants quantitats d'energia excavant i mantenint els seus elaborats sistemes de túnels. S'estima que el seu estil de vida subterrani requereix que usin entre 360 i 3400 vegades la quantitat d'energia necessària per viure sobre el sòl. Consumen selectivament parts subterrànies de pastures perennes, plantes herbàcies i plantes llenyoses. També són coneguts per cercar aliment a terra, normalment prop de les entrades dels seus caus. Són selectius i prefereixen certes espècies i parts de plantes, possiblement per la gran despesa diària d'energia que realitzen.

## Comportament
El membre d'aquest gènere estan molt adaptats a la vida subterrània. Utilitzen les seves dents incisives per cavar molt més del que ho fan la resta d'espècies. S'alimenten de plantes (arrels, tijes, fulles i bulbs), principalment des del subsòl, encara que surten a la superfície de nit. Quan no viuen sota un camp de cultiu, representen un benefici, ja que enriqueixen el sòl i eviten les filtracions.

### Sistema de túnels
Viuen sota terra i creen amplis sistemes de túnels. Desplacen la terra des de sota del sòl, i la dipositen sobre el sòl formant muntanyes conegudes com a monticles. A les regions nevades, creen túnels a través de la neu. Aquest túnels i els monticles poden arribar a cobrir fins al 30% de la superfície en zones altament excavades. Es creu que els monticles augmenten la diversitat ecològica de les plantes proporcionant un espai per a espècies fugitives que, d'altra manera, amb el temps haurien desaparegut a causa de la competència. La flora dels monticles difereix notablement de la de les àrees circumdants, sovint amb un major nombre de plantes herbàcies. El sòl del monticle també difereix en la seva composició del de la zona circumdant, creant una textura diferent i una potencial retenció d'aigua. El seu impacte ecològic encara està relativament inexplorat.

### Efectes sobre l'agricultura i el desenvolupament
Aquestes espècies són capaces d'alterar la disponibilitat de minerals, la concentració de molècules orgàniques, la textura i la humitat del sòl. Això pot ser un benefici o un perjudici en funció de les condicions i l'ús del sòl. En hàbitats àrids o semiàrids, aquestes alteracions milloren el creixement de la vegetació i la qualitat del sòl, i es creu que poden ajudar a generar i regenerar terres de praderies que s'han degradat. No obstant això, generalment, a les àrees agrícoles i en desenvolupament són considerats com un plaga. Poden arribar a causar grans pèrdues als agricultors consumint les arrels o cultius subterranis. Els agricultors intenten controlar i limitar la seva població en zones de cultiu utilitzant diversos mitjans. Tanmateix, es fomenta la seva presència a la natura, perquè és avantatjosa.

### Control i erradicació
S'han utilitzat molts mètodes diferents per tractar d'eliminar l'excés de població d'aquestes espècies. Entre aquests mètodes es troben l'ús de productes químics, d'explosions de gas propà, i la captura d'individus. En un parc de Penn Valley, a Califòrnia, es van instal·lar nius artificials per tractar d'encoratjar l'òliba, un depredador natural, a instal·lar-s'hi.
Recomanacions publicades per la Universitat de Califòrnia, suggereixen l'ús d'una sonda per localitzar el cau principal. A continuació, es pot ampliar l'obertura principal i col·locar trampes en direccions oposades dins del cau. No sempre és necessari la utilització de trampes, encara que permetin resultats més ràpids o millors. Com a esquer es poden utilitzar enciam i altres verdures. El millor és cobrir les trampes amb llençols o brutícia per ocultar la llum. Si passen dos dies sense èxit, és recomanable moure les trampes. També es poden utilitzar esquers tòxics, però impliquen estratègies de col·locació diferents.
Normalment, la fumigació no té èxit perquè els animals poden segellar ràpidament els seus caus. L'excepció a això és la fumigació amb fòsfor d'alumini, encara que aquest tipus de fumigació requereix un professional.
Ha estat freqüent l'ús de gasos explosius i d'inundacions per obligar els animals a sortir dels seus caus, i tot i que de vegades ha tingut èxit, no hi ha garanties d'una completa erradicació.

## Taxonomia
El 2011, Hafner et al., van tornar a descriure l'espècie Thomomys atrovarius, situant-la dins dels subgènere Megascapheus. El 2013, es va descriure una nova espècie, Thomomys nayarensis, que anteriorment havia estat considerada una subespècie de Thomomys umbrinus.
- T. carsonensis †
- T. gidleyi †
- T. microdon †
- T. orientalis †
- T. potomacensis †
- Subgènere Megascapheus
  - T. atrovarius
  - T. bottae
  - T. bulbivorus
  - T. nayarensis
  - T. sheldoni
  - T. townsendii
  - T. umbrinus
- Subgènere Thomomys
  - T. clusius
  - T. idahoensis
  - T. mazama
  - T. monticola
  - T. talpoides